# Johann Karl Nestler
Johann Karl Nestler (česky Jan Karel Nestler; 16. prosince 1783 Vrbno pod Pradědem ve Slezsku – 9. července 1841 Olomouc) byl profesor polního hospodářství a přírodní historie na Filosofické fakultě olomoucké univerzity, děkan této fakulty a rektor univerzity, a jeden z nestorů české vědy o polním hospodářství.

## Život
Nestler studoval v letech 1800–1806 filosofii, teologii a právo na olomouckém akademickém lyceu. V letech 1806–12 byl vychovatelem ve Starém Hobzí a v letech 1812–18 byl ředitelem gymnaziálního institutu v Klafterbrunnu (Dolní Rakousy). V letech 1818–20 absolvoval odborné vzdělání v polním hospodářství, v letech 1820–21 pak studoval polní hospodářství na Vídeňské univerzitě, kde byl později také adjunktem na katedře polního hospodářství.
V roce 1823 se Nestler stal profesorem polního hospodářství, a v roce 1824 také přírodních dějin, na Stavovské akademii a olomouckém akademickém lyceu. Poté, co byly lyceu navráceny univerzitní privilegia, byl v Olomouci promován doktorem filosofie. V roce 1835 se stal rektorem olomoucké univerzity a v roce 1837 děkanem její Filosofické fakulty.
V rámci výuky v Olomouci Nestler zařadil zvláštní sekci věnovanou vědeckému šlechtění zvířat a plodin. Hlavní důraz kladl na historii šlechtění ovcí s cílem zlepšit produkci vlny. Ve svých publikovaných přednáškách (1829) přesvědčoval chovatele k rozvinutí teoretických základů pro selekci ovcí. Snažil se také vysvětlit, jak příroda produkuje nové druhy zvířat a rostlin skrz síly mimo kontrolu člověka, a jak šlechtitelé kontrolují reprodukci a změny skrz příbuzenské křížení a mezidruhové křížení s cílem zvýšit produkci.
| „      | Dějiny vědy nás nutí k myšlení překračujícímu hranice vědy samotné. | “ |
| — 1831 |                                                                     |   |

Nestler chtěl objasnit Vererbungsgeschichte (genetickou historii). Využíval k tomu i výzkum záznamů o předcích nejlépe šlechtěných zvířat, který nazýval vývojovou historií (Entwicklungsgeschichte). Hlavním zdrojem informací byly výjimečné úspěchy, kterých bylo dosaženo na farmě Geisslera v průběhu předcházejících 100 let. Podobnou práci v té době prováděl také profesor Filosofického institutu v Brně Franz Diebl. Výzkum na poli šlechtění ovcí pak podle některých autorů ovlivnil pozdější práci Gregora Johanna Mendela (ten samotný studoval na olomoucké Filosofické fakultě v letech 1840–43).
Nestler byl velmi aktivním členem Moravsko-Slezské společnosti pro povýšení polního hospodářství (Mähr.-Schles. Ges. zur Beförderung des Ackerbaues, Natur- und Landeskde.), v rámci které byl také pořadatelem 4. mezinárodního shromáždění rolníků a lesníků v roce 1840 v Brně (poprvé v rakouských zemích). Byl členem mnoha dalších stejně orientovaných společností a napsal na dané téme velké množství literatury.

## Dílo
- Mittheilungen der k. k. Mährisch-Schlesischen Gesellschaft zur Beförderung des Ackerbaues, der Natur- und Landeskunde in Brünn. Četné příspěvky od roku 1825, vědecky mimořádně významný příspěvek "Neues aus alter Zeit" (Sv. 20, 1831, S. 71-72), ve kterém se obrací na zemědělce, aby zkoumali historii šlechtění
- Ueber Auswahl, Bereitung und Anwendung der Düngerstoffe nach Lage, Boden und Gegenständen der landwirthschaftlichen Kultur: gekrönte Preisschrift. Brno, 1835.
- Mittheilungen über die zweckmäßigste Aufbewahrung von Nahrungsmitteln für Menschen und Hausthiere: zwei von der k.k. mährisch-schlesischen Gesellschaft zur Beförderung des Ackerbaues, der Natur- und Landeskunde gekrönte Preisschriften 1840
- Amts-Bericht des Vorstandes über die vierte, zu Brünn vom 20. bis 28. September 1840 abgehaltene Versammlung der deutschen Land- und Forstwirthe. Olomouc, 1841.